# Ben Tap (voetballer)
Benjamin Johan (Ben) Tap (Den Haag, 13 april 1914 – aldaar, 16 november 1990) was een Nederlands voetballer en voetbalcoach.
Tap speelde voor ADO waarmee hij in 1942 en 1943 Nederlands kampioen werd. In 1946 beëindigde hij zijn spelersloopbaan en volgde hij Wim Tap (geen directe familie) op als trainer van ADO. Na zes seizoenen werd hij in 1952 trainer van VV Juliana uit Spekholzerheide. Met de club maakte hij in 1954 de invoering van het betaaldvoetbal mee. Na het opgaan van de NBVB in de KNVB fuseerde Juliana in november 1954 met Rapid '54 tot Rapid JC en werd Ludwig Veg trainer van het eerste team en Tap trainer van de amateurteams van Juliana. In het seizoen 1954/55 trainde hij tevens VVH uit Heerlen. Van 1955 tot 1961 was Tap trainer van AGOVV in de Eerste divisie. Hierna keerde hij terug bij de Limburgse fusieclub als trainer van Rapid JC. In maart 1962 werd hij met ziekteverlof gezonden en ging vervolgens Tweede divisionist HVV Tubantia trainen. In 1965 ging hij naar Den Bosch waar hij vijf seizoenen de fusieclub FC Den Bosch trainde. In het seizoen 1965/66 promoveerde hij met de club van de Tweede naar de Eerste divisie. Hij werd trainer van RCH maar die club moest vanwege een herstructurering door de KNVB in 1971 gedwongen terugkeren naar het amateurvoetbal. Zijn arbeidsovereenkomst werd door de rechtbank per 1 januari 1972 ontbonden. Tap vond hierna geen nieuwe club meer. Eind jaren 1980 kreeg hij een hersenbloeding en hij overleed in november 1990 op 76-jarige leeftijd.